# Filmfare Awards
Cet article concerne Filmfare Awards. Pour les autres significations, voir Filmfare Awards South.
Les Filmfare Awards sont des récompenses cinématographiques indiennes décernées chaque année depuis 1954 à Mumbai, par le magazine indien Filmfare, spécialisé dans le cinéma de Bollywood. Chaque année (sauf 1987 et 1988), les films et les acteurs ayant fait l'actualité sont mis à l'honneur au cours d'une cérémonie très populaire.
Les Filmfare Awards sont au cinéma de Bollywood ce que les Oscars sont au cinéma américain et les Césars au cinéma français.

## Les récompenses
La première édition des Filmfare Awards, en 1954, ne comportait que cinq catégories : Meilleur film, Meilleur acteur, Meilleure actrice, Meilleur réalisateur et Meilleur compositeur. À présent, une trentaine de récompenses sont distribuées lors de chaque cérémonie.
Il y a deux récompenses pour les catégories Meilleur film, Meilleur acteur et Meilleure actrice. Ceci permet de faire entendre les opinions du public et des critiques (rarement unanimes) et de contenter un plus grand nombre d'acteurs et de producteurs.

### Récompenses populaires (décernées par le public)
- Meilleur film (Best Film) - depuis 1954
- Meilleur réalisateur (Best Director) - depuis 1954
- Meilleur acteur (Best Actor) - depuis 1954
- Meilleure actrice (Best Actress) - depuis 1954
- Meilleur acteur dans un second rôle  (Best Supporting Actor) - depuis 1955
- Meilleure actrice dans un second rôle (Best Supporting Actress) - depuis 1955
- Meilleur espoir masculin (Best Male Debut) - depuis 1989
- Meilleur espoir féminin (Best Female Debut) - depuis 1989
- Meilleur réalisateur débutant (Best Debut Director) - depuis 2010
- Meilleure direction musicale (Best Music Director) - depuis 1954
- Meilleur parolier (Best Lyricist) - depuis 1959
- Meilleur chanteur de play-back (Best Male Playback Singer) - depuis 1959
- Meilleure chanteuse de play-back (Best Female Playback Singer) - depuis 1959

Récompenses passées
- Meilleure performance dans un rôle comique (Best Performance in a Comic Role) - de 1967 à 2007
- Meilleure performance dans un rôle de méchant (Best Performance in a Negative Role) - de 1991 à 2006

### Récompenses décernées par les critiques (Filmfare Critic's Awards)
- Meilleur film (Critics Award Best Movie) - depuis 1971
- Meilleur acteur (Critics Award Best Actor) - depuis 1997
- Meilleure actrice (Critics Award Best Actress) - depuis 1997

Récompenses passées
- Meilleure prestation (Critics Award for Best Performance) - de 1991 à 1997
- Meilleur documentaire (Best Documentary) - de 1967 à 1997

### Récompenses techniques
- Meilleure histoire (Best Story) - depuis 1955
- Meilleur scénario (Best Screenplay) - depuis 1969
- Meilleur dialogue (Best Dialogue) - depuis 1959
- Meilleur montage (Best Editing) - depuis 1955
- Meilleure chorégraphie (Best Choreography) - depuis 1989
- Meilleure photographie (Best Cinematography) - depuis 1955
- Meilleure direction artistique (Best Art Direction) - depuis 1956
- Meilleur son (Best Sound Recording) - depuis 1955
- Meilleurs costumes (Best Costume Design) - depuis 1995
- Meilleure musique d'accompagnement (Best Background Score) - depuis 1998
- Meilleurs effets spéciaux (Best Special Effects) - depuis 2007
- Meilleure action (Best Action) - depuis 1994

### Récompenses spéciales
- Nouveau talent musical (RD Burman Award for New Music Talent) - depuis 1995
- Performance spéciale (Special Performance Award) - depuis 1973
- Meilleure scène de l'année (Best Scene of the Year) - depuis 1998

## Cérémonies
| Cérémonie                         | Année | Meilleur film                           |
| --------------------------------- | ----- | --------------------------------------- |
| 1re cérémonie des Filmfare Awards | 1954  | Deux hectares de terre                  |
| 2e cérémonie des Filmfare Awards  | 1955  | Boot Polish                             |
| 3e cérémonie des Filmfare Awards  | 1956  | Jagriti                                 |
| 4e cérémonie des Filmfare Awards  | 1957  | Jhanak Jhanak Payal Baje                |
| 5e cérémonie des Filmfare Awards  | 1958  | Mother India                            |
| 6e cérémonie des Filmfare Awards  | 1959  | Madhumati                               |
| 7e cérémonie des Filmfare Awards  | 1960  | Sujata                                  |
| 8e cérémonie des Filmfare Awards  | 1961  | Mughal-E-Azam                           |
| 9e cérémonie des Filmfare Awards  | 1962  | Jis Desh Mein Ganga Behti Hai           |
| 10e cérémonie des Filmfare Awards | 1963  | Sahib Bibi Aur Ghulam                   |
| 11e cérémonie des Filmfare Awards | 1964  | Bandini                                 |
| 12e cérémonie des Filmfare Awards | 1965  | Dosti                                   |
| 13e cérémonie des Filmfare Awards | 1966  | Himalay Ki Godh Mein                    |
| 14e cérémonie des Filmfare Awards | 1967  | Guide                                   |
| 15e cérémonie des Filmfare Awards | 1968  | Upkar                                   |
| 16e cérémonie des Filmfare Awards | 1969  | Brahmachari                             |
| 17e cérémonie des Filmfare Awards | 1970  | Aradhana                                |
| 18e cérémonie des Filmfare Awards | 1971  | Khilona                                 |
| 19e cérémonie des Filmfare Awards | 1972  | Anand                                   |
| 20e cérémonie des Filmfare Awards | 1973  | Be-Imaan                                |
| 21e cérémonie des Filmfare Awards | 1974  | Anuraag                                 |
| 22e cérémonie des Filmfare Awards | 1975  | Rajnigandha                             |
| 23e cérémonie des Filmfare Awards | 1976  | Deewaar                                 |
| 24e cérémonie des Filmfare Awards | 1977  | Mausam                                  |
| 25e cérémonie des Filmfare Awards | 1978  | Bhumika: The Role                       |
| 26e cérémonie des Filmfare Awards | 1979  | Main Tulsi Tere Aangan Ki               |
| 27e cérémonie des Filmfare Awards | 1980  | Junoon                                  |
| 28e cérémonie des Filmfare Awards | 1981  | Khubsoorat                              |
| 29e cérémonie des Filmfare Awards | 1982  | Kalyug                                  |
| 30e cérémonie des Filmfare Awards | 1983  | Shakti                                  |
| 31e cérémonie des Filmfare Awards | 1984  | Ardh Satya                              |
| 32e cérémonie des Filmfare Awards | 1985  | Sparsh                                  |
| 33e cérémonie des Filmfare Awards | 1986  | Ram Teri Ganga Maili                    |
| —                                 | 1987  | —                                       |
| —                                 | 1988  | —                                       |
| 34e cérémonie des Filmfare Awards | 1989  | Qayamat Se Qayamat Tak                  |
| 35e cérémonie des Filmfare Awards | 1990  | Maine Pyar Kiya                         |
| 36e cérémonie des Filmfare Awards | 1991  | Ghayal                                  |
| 37e cérémonie des Filmfare Awards | 1992  | Lamhe                                   |
| 38e cérémonie des Filmfare Awards | 1993  | Jo Jeeta Wohi Sikander[réf. nécessaire] |
| 39e cérémonie des Filmfare Awards | 1994  | Hum Hain Rahi Pyar Ke                   |
| 40e cérémonie des Filmfare Awards | 1995  | Hum Aapke Hain Kaun...!                 |
| 41e cérémonie des Filmfare Awards | 1996  | Dilwale Dulhania Le Jayenge             |
| 42e cérémonie des Filmfare Awards | 1997  | Raja Hindustani                         |
| 43e cérémonie des Filmfare Awards | 1998  | Dil to Pagal Hai                        |
| 44e cérémonie des Filmfare Awards | 1999  | Kuch Kuch Hota Hai                      |
| 45e cérémonie des Filmfare Awards | 2000  | Hum Dil De Chuke Sanam                  |
| 46e cérémonie des Filmfare Awards | 2001  | Kaho Naa... Pyaar Hai                   |
| 47e cérémonie des Filmfare Awards | 2002  | Lagaan                                  |
| 48e cérémonie des Filmfare Awards | 2003  | Devdas                                  |
| 49e cérémonie des Filmfare Awards | 2004  | Koi... Mil Gaya                         |
| 50e cérémonie des Filmfare Awards | 2005  | Veer-Zaara                              |
| 51e cérémonie des Filmfare Awards | 2006  | Black                                   |
| 52e cérémonie des Filmfare Awards | 2007  | Rang De Basanti                         |
| 53e cérémonie des Filmfare Awards | 2008  | Taare Zameen Par                        |
| 54e cérémonie des Filmfare Awards | 2009  | Jodhaa Akbar                            |
| 55e cérémonie des Filmfare Awards | 2010  | 3 Idiots                                |
| 56e cérémonie des Filmfare Awards | 2011  | Dabangg                                 |
| 57e cérémonie des Filmfare Awards | 2012  | Zindagi Na Milegi Dobara                |
| 58e cérémonie des Filmfare Awards | 2013  | Barfi!                                  |
| 59e cérémonie des Filmfare Awards | 2014  | Bhaag Milkha Bhaag                      |
| 60e cérémonie des Filmfare Awards | 2015  | Queen                                   |
| 61e cérémonie des Filmfare Awards | 2016  | Bajirao Mastani                         |
| 62e cérémonie des Filmfare Awards | 2017  | Dangal                                  |

## Récompenses et sélections multiples
- Black (2005) est le film qui détient le record du nombre de Filmfare Awards remportés avec 11 récompenses dont celle du « meilleur film », lors de la 53e cérémonie en 2006.  Il est suivi de Dilwale Dulhania Le Jayenge (1996) et Devdas (2002) avec 10 récompenses.
- Bimal Roy est à ce jour le réalisateur le plus récompensé dans la catégorie « meilleur réalisateur » avec 7 trophées. Il est suivi de Yash Chopra et Raj Kapoor avec 4 statuettes.
- Dilip Kumar est l'acteur le plus récompensé dans la catégorie « meilleur acteur » avec 8 récompenses. Il est ex aequo avec Shahrukh Khan qui reçoit également 12 nominations. Amitabh Bachchan a aussi remporté 8 Filmfare Awards mais dans deux catégories : « meilleur acteur » et « meilleur acteur dans un second rôle ». Il détient également le record de nominations pour un acteur : 31.
- Avec 6 récompenses et 5 nominations, Nutan et Jaya Bachchan sont les actrices les plus récompensées dans les catégories « meilleure actrice » et « meilleure actrice dans un second rôle », suivies de Kajol, la nièce de Nutan, Madhuri Dixit et Rani Mukherjee avec 5 récompenses.

## Articles